# Courtion

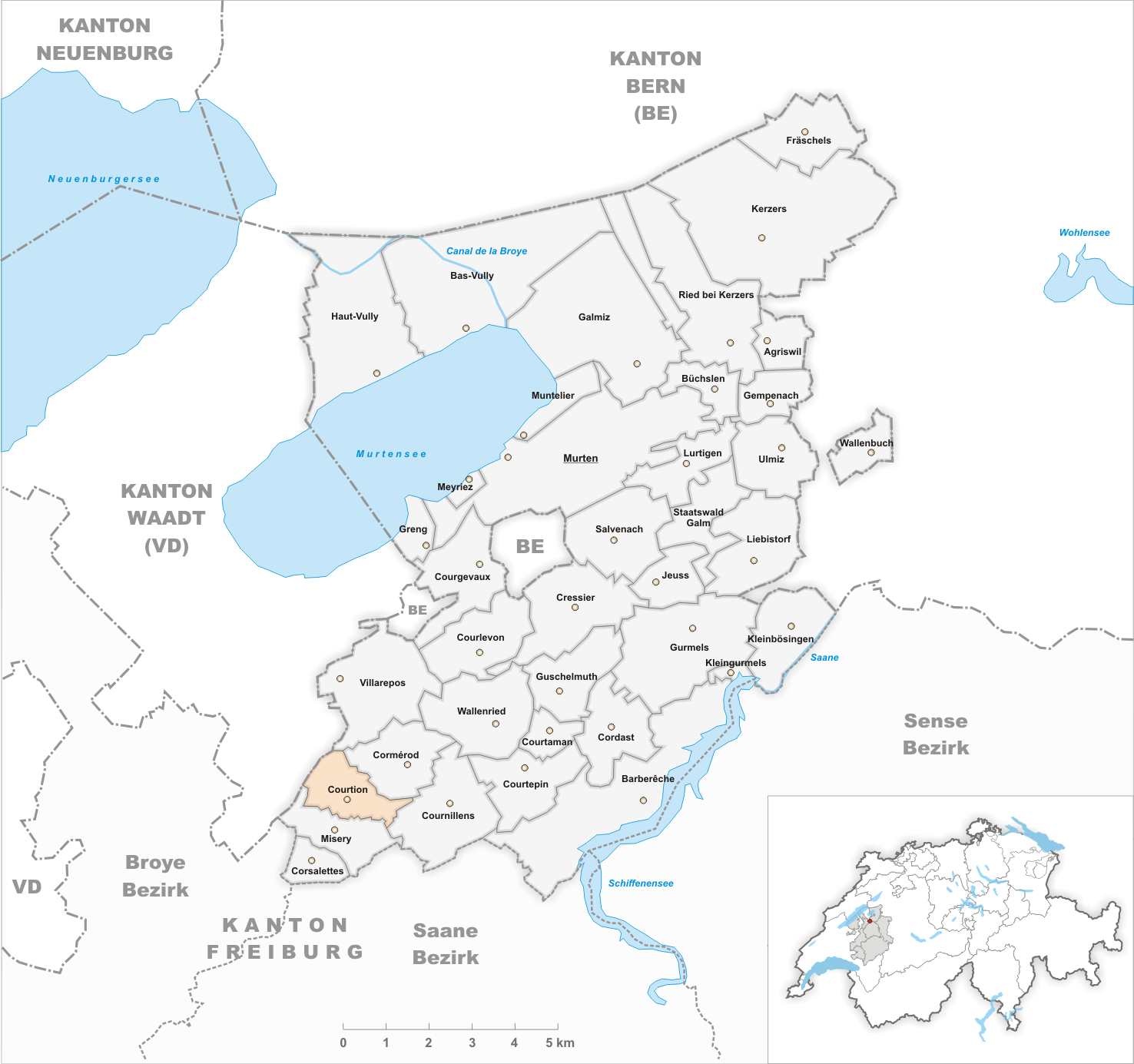
Gemeindestand vor der Fusion am 1. Januar 1997

Courtion ist ein Ort in der politischen Gemeinde Misery-Courtion im Seebezirk (französisch: District du Lac) des Kantons Freiburg in der Schweiz. Bis Ende 1996 war Courtion eine eigene Gemeinde.

## Bevölkerung
Mit 255 Einwohnern (1990) zählte Courtion vor der Fusion zu den kleinen Gemeinden des Kantons Freiburg. Im Jahr 1850 hatte die Gemeinde 209 Einwohner, 1900 215 Einwohner. 
Einwohnerzahlen: Volkszählungsdaten

## Verkehr
Das Dorf liegt abseits der grösseren Durchgangsstrassen an einer Verbindungsstrasse von Misery nach Cormérod. Durch die Buslinie der Transports publics Fribourgeois, die von Freiburg über Courtion nach Courtepin führt, ist das Dorf an das Netz des öffentlichen Verkehrs angebunden.

## Geschichte
1960 fand in Courtion eine Prospektion nach Erdöl statt, die Probebohrung blieb ohne kommerziell nutzbaren Fund. Am 1. Januar 1997 wurde die Gemeinde mit den Gemeinden Cormérod, Cournillens und Misery zur Gemeinde Misery-Courtion fusioniert.